# Schulverbund Blick über den Zaun
Der Schulverbund Blick über den Zaun (Abkürzung: BüZ) ist ein Schulnetzwerk in Deutschland. Der Verbund reformpädagogisch orientierter Schulen wurde 1989 gegründet. Ziel des Verbunds ist die Veränderung der Schule von „innen“ und von „unten“. In aktuell 15 Arbeitskreisen sind mehr als 130 Schulen vertreten, die sich in ihrer pädagogischen Arbeit an einem „Leitbild guter Schule“ und an gemeinsam entwickelten Standards orientieren.

## Geschichte und Struktur
Der Schulverbund wurde am 9. November 1989 gegründet. Die Arbeitsstelle des Schulverbunds Blick über den Zaun wurde 2008 eingerichtet (Sprecher: Hans Brügelmann, Arbeitsstelle: Axel Backhaus). Mit aktuellen Sitz an der Universität Hamburg (Arbeitsbereich Schulpädagogik, Dagmar Killus) koordiniert die Arbeitsstelle den Verbund und hilft bei dessen Erweiterung. Geleitet wird die Arbeitsstelle derzeit von Franziska Carl.
Der Verbund arbeitet heute mit folgender Struktur:
- Zentral sind die Arbeitskreise aus je acht bis zehn Schulen, die sich gegenseitig zweimal im Jahr besuchen (Peer-Reviews).
- Eine Koordinierungsgruppe, die sich aus den Sprechern der Arbeitskreise zusammensetzt, ist für die Weiterentwicklung des Schulverbunds verantwortlich.
- Ein Sprecher-Team vertritt den Schulverbund nach innen und außen. Das Team besteht aktuell aus drei Personen: Andreas Niessen (Schulleiter der Helios-Schule in Köln), Tim Hagener (Schulleiter der Max Brauer Schule Hamburg) und Christine Beermann (Qua-LiS NRW).
- Die Schulen des Schulverbunds sind Mitglied im gemeinnützigen Verein mit Vereinssitz Siegen „Schulverbund Blick über den Zaun e. V.“. Sie finanzieren die Aktivitäten des BüZ weitgehend selbst mit ihren Mitgliedsbeiträgen. Sponsoren (beispielsweise die Robert Bosch Stiftung, die Heidehof Stiftung oder die Montag Stiftungen) haben bei der Einrichtung der Arbeitsstelle, der Finanzierung von Tagungen und weiteren Projekten unterstützt.

Aktuell unterstützt der BüZ die Potsdamer Erklärung von 2023 zur Reform der gymnasialen Oberstufe.

## Arbeitsformen
Zentrale Arbeitsform des „Blick über den Zaun“ sind gegenseitige Schulbesuche (Peer-Reviews) als besonderes Verfahren der Schulevaluation. Innerhalb der aktuell 15 Arbeitskreise mit je acht bis zehn Schulen werden zweimal jährlich Schulbesuche ausgerichtet. Je eine Schule des Arbeitskreises wird von jeweils zwei Personen aus den anderen Schulen des Arbeitskreises besucht. Diese kommen jeweils aus der Schulleitung sowie dem weiteren Kollegium. Die Besucher verstehen sich als kritische Freunde, die einen „Blick über den Zaun“ werfen und sich auf Augenhöhe über das Gesehene zu verständigen. Für die Besuche hat der Verbund ein Verfahren etabliert, in dem Vorstellungen, ebenso wie Hospitationen und Gesprächsrunden ihren Platz finden. Die Besuche münden in Rückmeldungen an die Schule. Ziel ist es, durch gegenseitige Anregung, Ermutigung und Unterstützung einen Beitrag zur Schulentwicklung an allen beteiligten Schulen zu leisten. Die besuchten Schulen erhalten eine direkte Rückmeldung und somit Impulse für die weitere Arbeit; die besuchenden Schulen nehmen Ideen aus den Besuchsschulen mit und tragen durch Berichte über die Besuche Anregungen in die eigene Schule hinein. Diese Form der externen Evaluation und Anregung für die weitere Schulentwicklung ist damit auch eine Alternative zu der staatlichen Schulinspektion vieler Länderbehörden.
Etwa alle zwei oder drei Jahre finden Tagungen des Schulverbunds statt, die alle Mitgliedsschulen bzw. deren Vertreter zusammenführen. Diese Tagungen dienen der inneren Verständigung sowie der Beratung der künftigen strategischen Ausrichtung. So wurden bei früheren Tagungen der Aufruf, das Leitbild und die Standards verabschiedet. Zu den Tagungen, die jeweils einen Bereich der Standards zum Thema haben, werden Experten eingeladen, die Impulse für die Weiterentwicklung des Schulverbunds geben. Workshops, die in aller Regel von Kollegen der Mitgliedsschulen selbst angeboten werden, dienen dem lebendigen Erfahrungsaustausch über die jeweilige Schulpraxis. Stets ist auch Zeit für Gespräche der einzelnen Arbeitskreise reserviert.
Als Zwischenebene zwischen den Schulbesuchen und den Tagungen bietet der Schulverbund ,Blick über den Zaun‘ die Pädagogische Werkstatt „Individualisierung“ an. In fünf mehrtägigen Fortbildungsveranstaltungen arbeiten je drei bis vier Vertreter einer Schule zusammen an der Entwicklung individualisierten Unterrichts. Die Ideen und Materialien erproben sie zwischen den einzelnen Bausteinen in der eigenen Schule und lassen die Erkenntnisse aus diesen Erprobungsphasen wiederum in den nächsten Baustein einfließen. Bisher haben fünf Pädagogische Werkstätten stattgefunden, an denen bereits 40 Schulen teilgenommen haben.

## Grundsätze
Der Schulverbund hat eigene Standards erarbeitet. Diese Prozess- oder Input-Standards beschreiben das Bild einer guten Schule. Gleichzeitig sind es offene Standards, die unterschiedliche Realisierungen ermöglichen. Sie stellen Anforderungen auf drei Ebenen: so werden Standards für das konkrete pädagogische Handeln beschrieben, aber auch gleichzeitig und immer aufeinander bezogen solche an die schulischen und die systemischen Rahmenbedingungen. Die Standards sind zudem Grundlage und gemeinsame Verständigungsbasis bei den Schulbesuchen. Sie bauen auf einem Leitbild auf, welchem vier Grundüberzeugungen zugrunde liegen. Diese beziehen sich auf die Anerkennung der Individualität des einzelnen Kindes („Dem Einzelnen gerecht werden“), die Notwendigkeit ein „anderes Lernen“ zu ermöglichen, den Willen „Schule als Gemeinschaft“ zu sehen (Demokratie leben und lernen) sowie die Einsicht von einer „Schule als lernender Institution“ (Reformen „von innen“ und „von unten“).

## Mitglieder
Der Schulverbund hat aktuell etwa 130 Mitgliedsschulen. Unter diesen sind sowohl „bekannte“ Schulen vertreten als auch solche, die sich aufgemacht haben, sich selbst weiterzuentwickeln. Die Arbeitskreise sind bewusst heterogen zusammengesetzt: Freie Schulen (beispielsweise Montessori, Walddorf, Freinet, Jenaplan) arbeiten mit Schulen in staatlicher Trägerschaft ebenso zusammen wie Schulen unterschiedlicher Schulformen und Schulstufen (beispielsweise Gymnasien, Gesamtschulen, Grundschulen). Die größte Schule hat etwa 1800 Schüler, während die kleinste Schule weit weniger als 100 Schüler hat. Die Schulen stammen aus nahezu allen Bundesländern sowie aus der Schweiz. Zahlreiche Mitgliedschulen haben am Deutschen Schulpreis erfolgreich teilgenommen, sind nominiert worden oder mit (Haupt-)Preisen ausgezeichnet worden.
Auswahl von Mitgliedern
- Anne-Frank-Schule Bargteheide
- Bodensee-Schule St. Martin (Friedrichshafen)
- Ecole d’Humanité
- Glockseeschule in Hannover
- Grundschule Klixbüll
- Helene-Lange-Schule (Wiesbaden)
- Jenaplanschule Jena
- Jenaplanschule Rostock
- Laborschule Bielefeld
- Landheim Ammersee
- Ludwig-Windthorst-Schule Hannover
- Max-Brauer-Schule
- Montessori-Oberschule Potsdam
- Reformschule Kassel
- Stadtteilschule Winterhude
- Schule Schloss Salem
- Wartburg-Grundschule Münster
- Geschwister-Scholl-Gymnasium Pulheim
- Birklehof
- Heinz-Brandt-Schule Berlin-Weißensee

## Veröffentlichungen (Auswahl)
- Blick über den Zaun: Schulen lernen von Schulen; Vorschläge zur Planung und organisatorischen Ausgestaltung von Peer-Reviews durch kritische Freunde. 2009.
- Blick über den Zaun: Was ist eine gute Schule?: Leitbild und Standards. Schulverbund Blick über den Zaun, 2007.
- Annemarie von der Groeben: Wir wollen Schule machen! Eine pädagogische Streitschrift, 2010, Budrich Verlag.